# Pseudagapostemon fluminensis
Pseudagapostemon fluminensis är en biart som först beskrevs av Carlos Schrottky 1911.  Pseudagapostemon fluminensis ingår i släktet Pseudagapostemon och familjen vägbin. Inga underarter finns listade i Catalogue of Life.